# Lancia (arma)

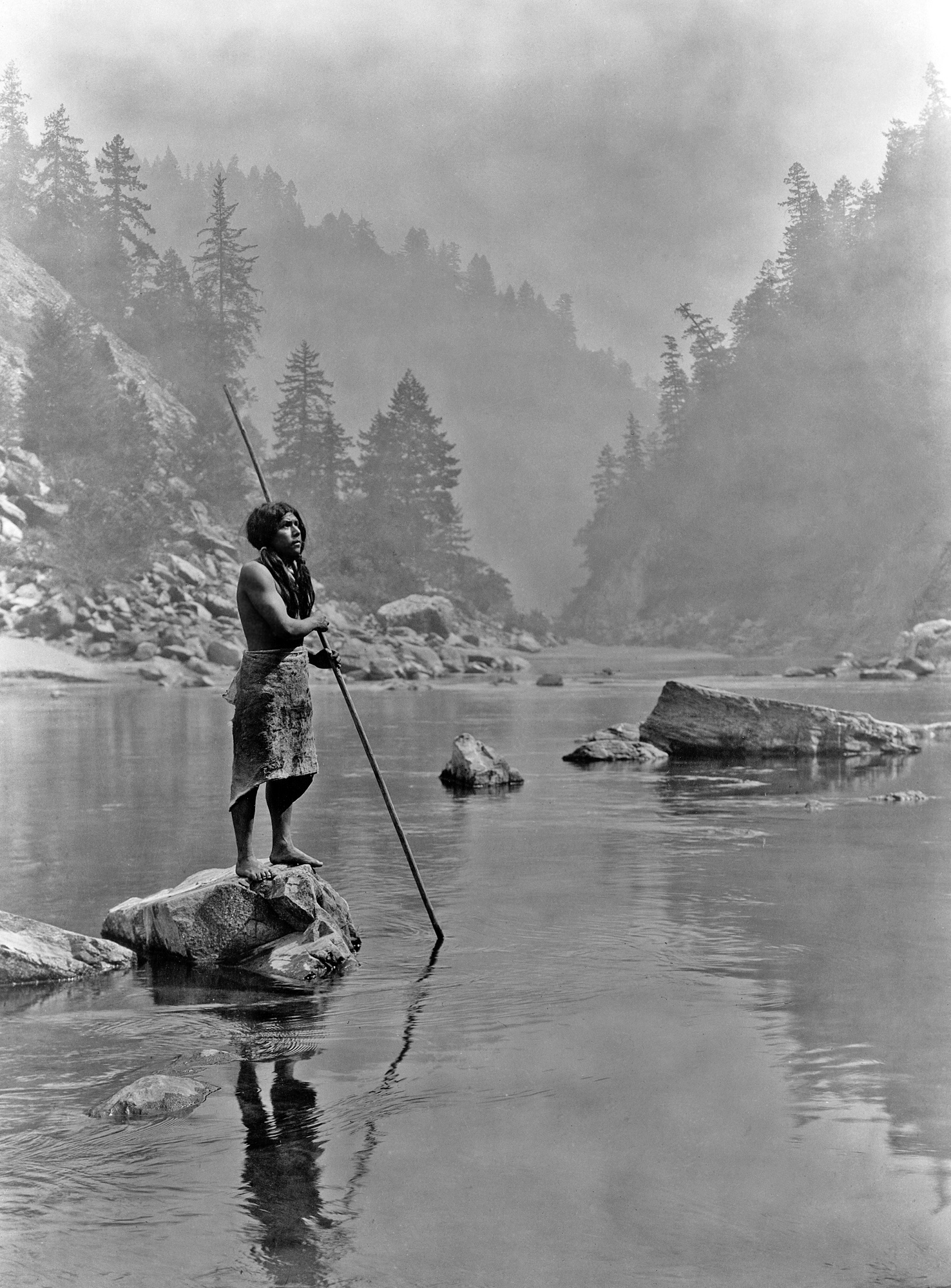
Nativo americano della tribù Hupa con la sua lancia - 1923.

La lancia è un'arma inastata, in uso all'umanità fin dall'età della pietra. Nata come strumento di caccia, è stata impiegata fin da principio come arma, restando in uso fino alla supremazia delle armi da fuoco.
La lancia è costituita da un'asta (lungo manico), in genere di legno, di lunghezza variabile dal metro ai 6 metri della sarissa. All'asta è collegata una punta di pietra o metallo, avente forma triangolare o a losanga. Le lance utilizzate per la pesca presentano una punta seghettata e hanno solitamente una fune assicurata al fondo dell'asta.
A differenza di altre lingue, nelle quali la differenza intercorrente tra la lancia utilizzabile come proiettile e la lancia da impiegarsi negli scontri corpo-a-corpo, soprattutto nel caso dell'arma lunga e pesante destinata alle forze di cavalleria, viene ribadita dall'uso di vocaboli diversi (es. in lingua inglese la lancia eiettabile è definita spear o javelin mentre la lancia da cavalleria è indicata con il vocabolo di derivazione latina lance da lancea), in lingua italiana si ricorre al vocabolo lancia per indicare genericamente proiettili (giavellotto, zagaglia, ecc.), armi da mischia (es. dory, partigiana, lanciotto, ecc.) e armi inastate di enormi dimensioni, destinate a corpi specializzati degli eserciti antichi e medievali come la picca e la lancia da giostra.

## Storia

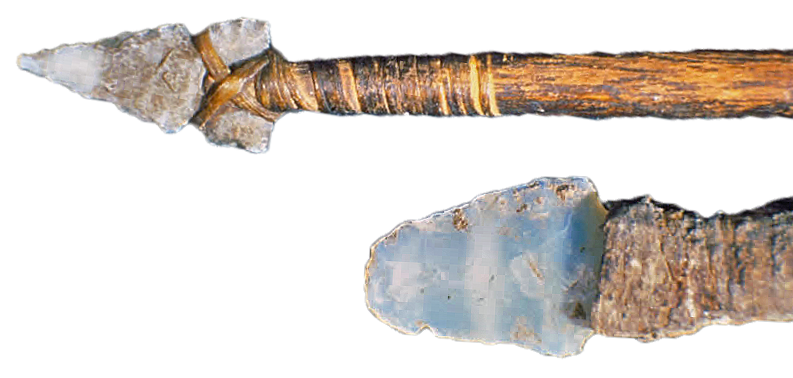
Lance con lama di selce - Mesa Verde National Park.

La storia della lancia e delle armi inastate che da essa derivano comincia nell'Età della pietra, quando i primi uomini legarono a un lungo manico di legno un coltello di selce e ottennero la prima forma di lancia a noi nota. La lancia e le armi inastate in generale sono state impiegate in ogni guerra prima della supremazia delle armi da fuoco, passando dai cacciatori preistorici agli opliti dell'Antica Grecia fino ai picchieri dell'età moderna.

### Antichità

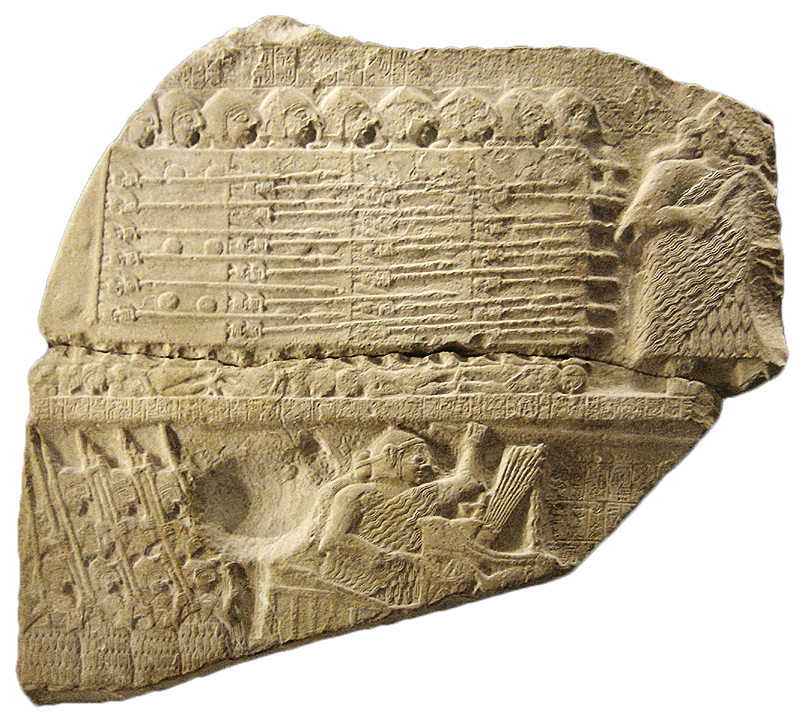
Guerrieri Sumeri armati di lancia e scudo - Stele degli avvoltoi, ca. 2450 a.C.

La creazione dei primi eserciti stabili e la nascita dei primi grandi imperi (Sumeri, Egizi, Ittiti) incentivò lo sviluppo della metallurgia e degli armamenti, apportando massicce evoluzioni alle armi precedentemente in uso presso le popolazioni di cacciatori-raccoglitori dell'età della pietra. Mentre si diffondeva l'uso della spada e dello scudo, dalla lancia, originariamente arma versatile, atta sia alla mischia sia al lancio, svilupparono due forme distinte di arma: l'arma inastata da mischia, pesante e atta a prolungare il campo d'azione del combattente, e il giavellotto, evoluzione della zagaglia primitiva unicamente atto all'uso come proiettile.
Le fonti antiche ci presentano però un uso ancora ibrido della lancia da guerra. Stando a Omero, i guerrieri achei e troiani dell'Iliade utilizzavano la loro lancia sia scagliandola (la forza con cui essa colpiva era spesso tale da trapassare lo scudo) sia usandola nella mischia per infilzare il nemico, come nel duello tra Menelao e Paride. L'insistere di Omero sulla robustezza delle lance achee, su tutte l'esempio della lancia di Achille, donatagli dal padre Peleo, ricavata da un intero tronco d'albero e tanto pesante da poter essere brandita solo dall'eroe, porta però a supporre che queste armi fossero ormai espressamente deputate allo scontro nella mischia a discapito della propulsione.

### Antica Grecia
La nascita della fanteria pesante (VI secolo a.C.), tradizionalmente esemplificata dall'oplita dell'Antica Grecia, protetto da elmo, corazza, schinieri e scudo di bronzo, codificò il modello della lancia pesante da mischia (dory in greco antico), con asta in legno duro lunga 2-3 metri, lama massiccia di metallo e sauroter, detto "tallone", pure di metallo. La lancia leggera, ormai un vero e proprio giavellotto, divenne appannaggio delle forze di fanteria leggera come i peltasti.
L'avvento sulla scena greca delle forze di cavalleria pesante dei Macedoni e dei Traci portò alla diffusione di nuove forme di lancia, appositamente progettate per i bisogni del guerriero a cavallo: lo xiston, una lancia lunga oltre tre metri, leggera e flessibile, destinata a superare il muro delle dory degli opliti schierati a falange, nonché vero e proprio archetipo della lancia da cavalleria.
L'esercito macedone di Filippo II di Macedonia e Alessandro Magno (IV secolo a.C.) assommò tutte le forme di lancia disponibili nell'areale mediterraneo. Gli opliti scelti del Re, gli ipaspisti, erano armati di lunghe dory; i pezeteri della falange macedone erano armati con la sarissa (evoluzione della dory lunga 6 metri); i peltasti erano armati di giavellotti; i cavalieri hetairoi erano armati di xiston. Le vittoriose campagne di Alessandro Magno in Asia Minore, Egitto, Persia e India garantirono poi la diffusione del modello militare macedone e delle sue armi ben al di là dei confini della Grecia.

### Roma Antica
L'esercito romano, al tempo della repubblica romana, complici i contatti con gli Etruschi e con la Magna Grecia era in buona sostanza molto simile a un qualsiasi altro esercito ellenico, per ciò che concerne l'armamento. La prima linea della legione repubblicana era così composta dagli hastati armati con l'hasta, sorta di variante romana della dory greca.
La repentina evoluzione della legione romana nella tarda età repubblicana (v. guerre puniche), favorita anche dallo scontro tra Roma e i regni ellenistici dei diadochi succeduti ad Alessandro Magno, portò a un sistematico abbandono della lancia da mischia in favore di tattiche che privilegiavano lo scontro con scudo (il pesante scutum) e spada (il gladio corto, massiccio e appuntito). Caratteristica distintiva delle armate romane divenne invece il loro particolare giavellotto, il pilum, formato da un manico di legno cui era assicurata una lunga estremità di piombo terminante in una punta ogivale, simile a una pallottola, molto lontano dalla normale linea estetica della lancia.
Caratterizzato da un uso massiccio delle forze di fanteria, l'esercito dell'impero romano reclutava le sue forze di cavalleria tra le province dell'Europa Settentrionale. I cavalieri celti e germani che combattevano per Roma, eredi della tradizione bellica secolare dei loro popoli d'origine, utilizzavano pesanti lance da cavalleria. I cavalieri Sarmati, popolazione nomade delle steppe euro-asiatiche reclutati dai romani come mercenari, diffusero l'uso di una particolare lancia da cavaliere lunga e massiccia, da utilizzarsi con due mani, il kontos.

### Medioevo

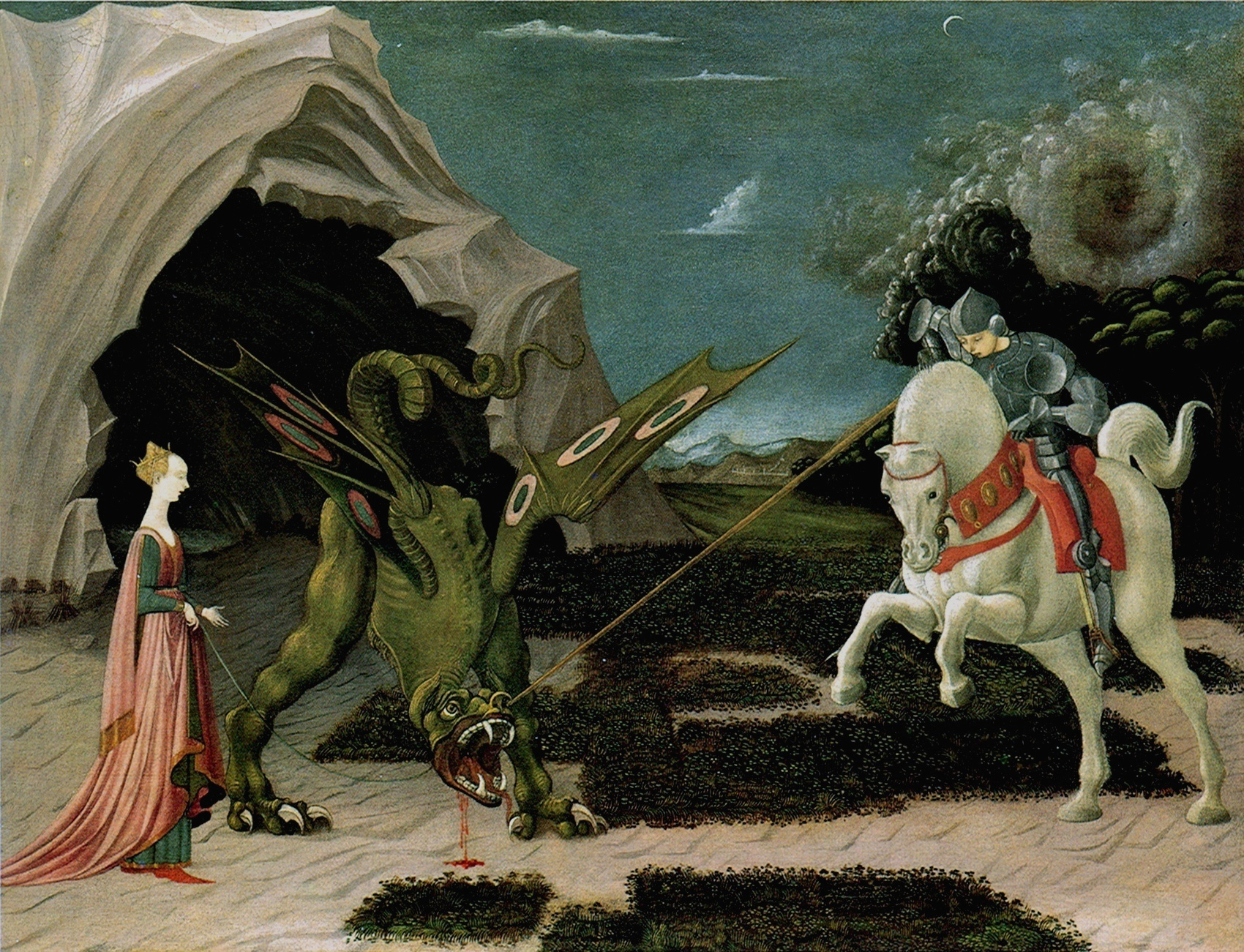
Paolo Uccello, San Giorgio e il drago (1456 circa).

La lancia era l'arma principale della cavalleria pesante medievale: grazie alla resta che le impediva di scivolare all'indietro quando essa colpiva il bersaglio, il cavaliere lanciato al galoppo poteva scaricare contro il nemico tutta la propria forza. Le lance, di legno, erano fabbricate in modo da spezzarsi all'urto, altrimenti il cavaliere sarebbe stato sbalzato di sella. Da questo fatto, e dall'usanza di battersi in duello per sostenere una causa o una persona, deriva il modo di dire "spezzare una lancia in favore di qualcuno".
Alla cavalleria pesante, a partire dal XIII secolo, si contrapposero reparti di fanteria anch'essi armate di lancia: gli schiltron scozzesi, i quadrati di picchieri svizzeri, i tercio spagnoli erano formazioni compatte che opponevano un muro di lance alla cavalleria nemica. Queste lance avevano una piccola punta dalla parte del manico, così da poterle infilzare per terra e reggere con più forza le cariche di cavalleria.

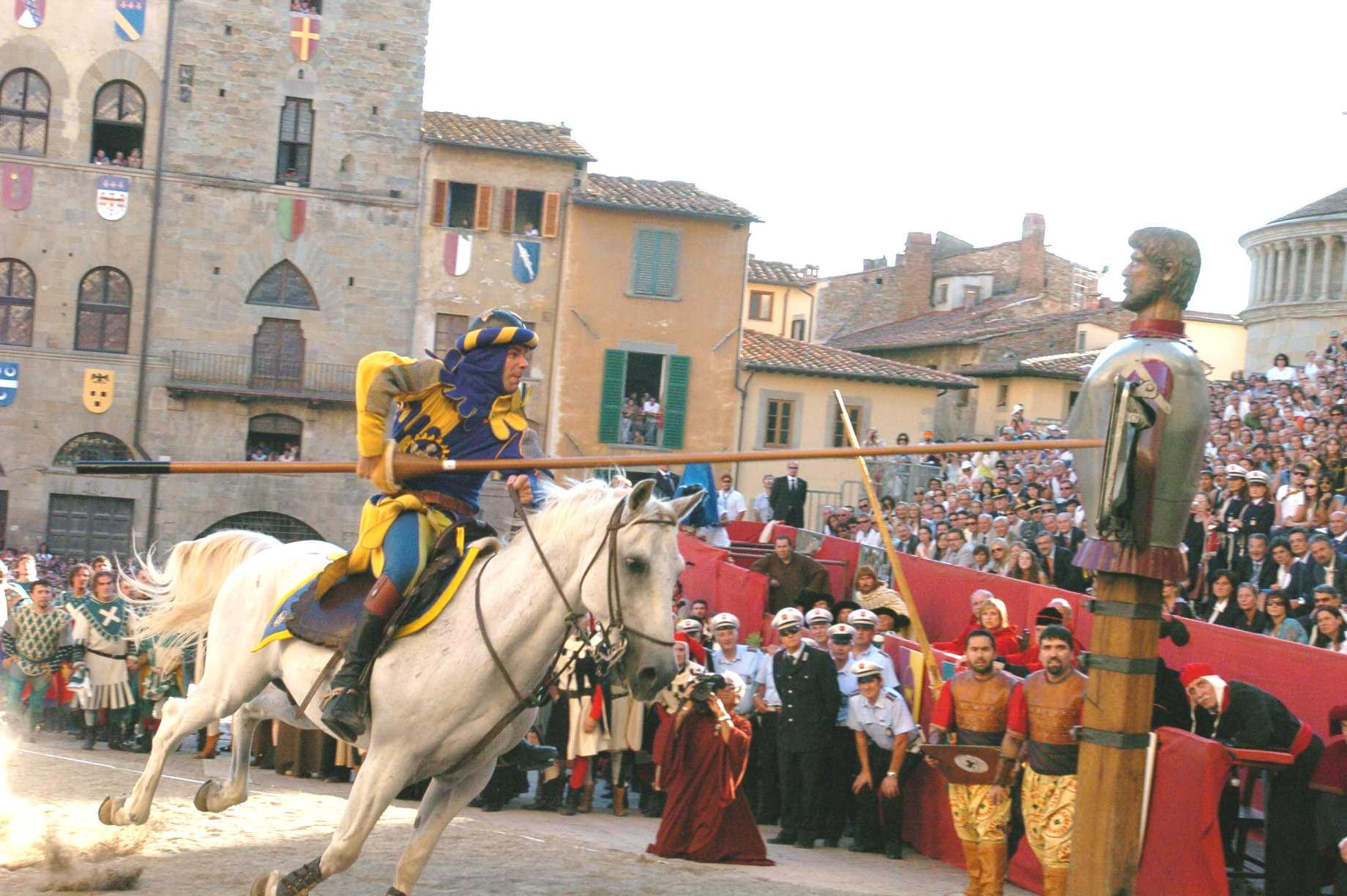
Un cavaliere, con una lancia da giostra, intento a colpire il bersaglio alla Giostra del Saracino di Arezzo.

In alcuni eventi, come la Giostra del Saracino ad Arezzo, o la Giostra cavalleresca d'Europa a Sulmona, i cavalieri usano come arma una lancia, denominata lancia da giostra. Le lance da giostre sono di vario tipo, alcune, principalmente quelle utilizzate per duelli fra cavalieri, sono dotate di un'imbottitura all'estremità per attutire i colpi, altre sono invece dotate di punte molto affilate, soprattutto nelle giostre dove il cavaliere deve colpire o infilare la punta della lancia in spazi molto piccoli. Quasi tutte sono dotate di un padiglione, una campana di metallo posta prima dell'impugnatura che serve a proteggere la mano.

### Evo Moderno
La massiccia diffusione delle armi da fuoco negli eserciti del XVI secolo, sia nei corpi di fanteria (archibugieri e moschettieri) sia di cavalleria (si pensi ai Reiter tedeschi armati di petrinale e pistola a ruota o agli harquebusiers armati di archibugio), ridusse il campo d'utilizzo delle armi inastate. La picca continuò a essere ampiamente utilizzata nei quadrati di fanteria per tutta la Guerra dei Trent'anni e ancora al tempo di Luigi XIV di Francia, mentre alabarde e partigiane divenivano armi da parata o deputate ai corpi incaricati di garantire la difesa personale dei sovrani. Nel XVIII secolo, il ricorso alla baionetta negli eserciti europei rese, di fatto, inutili i corpi dei picchieri. Le guerre di Federico II di Prussia (1740-1786) e di Napoleone segnarono la definitiva chiusura dell'epoca d'oro delle armi inastate da fanteria nel teatro bellico europeo. L'ultima battaglia in cui l'uso della picca ebbe un ruolo determinante fu la Battaglia di Racławice combattuta il 4 aprile 1794 tra i ribelli polacchi di Tadeusz Kościuszko e le forze dell'impero russo risoltasi proprio con una vittoria dei picchieri polacchi.
La lancia da cavalleria, notevolmente alleggerita rispetto al modello medievale, continuò invece a restare in uso per tutto il XIX secolo, periodo in cui si diffusero negli eserciti europei i reggimenti di cavalleria indicati appunto come lancieri. Dopo la prima guerra mondiale la lancia cadde definitivamente in disuso come arma d'ordinanza divenendo arma da parata.

## Modi di dire derivati
- Partire con la lancia in resta: affrontare un'impresa energicamente, con risolutezza.
- Spezzare una lancia: spendersi in favore di qualcuno.

## Tipologie
Le "lance" si dividono sostanzialmente in tre categorie:
- Lancia da fanteria (spear in lingua inglese), antesignana di tutte le armi inastate, in forza ai soldati dei primi eserciti organizzati (es. la dory degli opliti greci) e antenata della picca;
- Lancia da giostra, in uso nel medioevo soprattutto durante la giostra;
- Lancia da cavalleria (lance in lingua inglese) sviluppata per il guerriero in sella e quindi più lunga della variante destinata alla mischia;
- Giavellotto (javelin in lingua inglese), arma all'occorrenza ancora utilizzabile per la mischia, ma destinata principalmente a fungere da proiettile.

## Lance famose
- La lancia di Achille, donatagli dal padre Peleo, era stata ricavata da un intero tronco d'albero, viene descritta come tanto pesante da poter essere brandita solo dall'eroe; secondo una leggenda citata anche da Dante nella Divina Commedia (Inferno XXXI, 1-6), aveva il potere, colpendo una seconda volta nello stesso punto, di sanare la ferita inferta con il primo colpo.
- Gungnir, la lancia di Odino, signore degli Asi nella mitologia norrena.
- Slèabua, la lancia di Lúg, signore dei Túatha Dé Danann nella mitologia celtica.
- La Lancia di Longino, con la quale Gesù sarebbe stato trafitto al costato dopo essere stato crocefisso.
- Gáe Bulg, la lancia appartenuta a Cú Chulainn.
- Gae Buidhe e Gae Dearg, lance gemelle appartenute a Diarmuid Ua Duibhne.